# 生存曲線

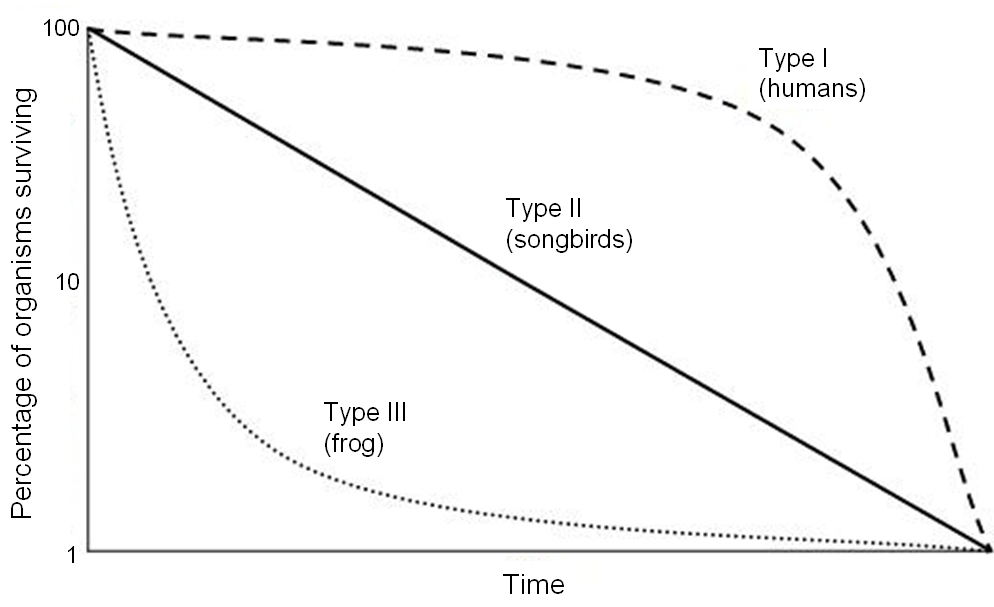
生存曲線・三つの典型

生存曲線とは、ある種の生物の生活史において、時間経過に従って個体数がどのように減ってゆくかをグラフに表示したものである。生活史の段階により死亡率の違いを示す。

## 基本的概念
生物は種によって生きられる時間的限界があるものと考えられ、これを生理的寿命という。しかし野外においてはこれを全うできるものはごく少なく、それ以前に多くが死亡する。その死亡は生活史の様々な段階で生じる。これにはその種の齢別の死亡率の問題である。
これを具体的に示し、比較検討する方法として生命表(life table)があり、それをグラフ化したものが生存曲線(survivorship curve)である。生命表は元来は人口統計学の分野のものであり、保険事業に関わって17世紀末に作られたもので、これを生物一般に適用したのは個体群生態学の祖の一人であるパールに遡る。動物の野外個体群において生命表を得ることは1960年代以降に広く行われるようになり、生存曲線の研究もこれらに並行して進んだ。
生存曲線にはその種の生活史戦略の一面が現れるものであり、往々に三つの型を区別する。

## 具体的内容
具体的な書き方として、一つの世代の集団を考え、それが出生したところに始まり、時間を追ってどのように減少してゆくかを示す形を取る。従って、グラフの形は常に右肩下がりとなる。
縦軸に個体数を表示する。その際、個体数は対数表示とし、出生時点の個体数を1000とする。横軸には時間経過を取り、これはその生物に応じて年齢、月齢などの絶対時間を取る場合もあれば、昆虫などでは脱皮回数に応じた齢で示す場合も多い。後者の場合、絶対的時間経過とは一致しなくなる。縦軸が対数であるため、前者の場合には、死亡率が同一であればその範囲ではグラフは直線となる。

### 横軸の扱い
横軸をどのように設定するかは一つの問題となる。
単純に時間経過を示しただけのものもある。しかし、生活史全体を見渡し、また他種と比較するためには用いがたい。
ヒトのように生理的寿命が比較的明確である場合はそれを終点に取ることが比較的容易である。また、例えば多くの昆虫では一回目の繁殖期を終えれば、すぐにほとんどの個体が死亡する。このような生態的寿命がはっきりしている場合でもやはりそれが使える。このような場合、その終点を揃えてやれば、複数種の曲線を比較するのはたやすい。
しかし、複数の繁殖期を迎えるようなものではこのようなものを指定するのが難しく、そのために種間での比較が困難になる。これに対する解答の一つとして、Pearl & Miner は1935年に平均寿命に対する100分率偏差を用いることを提案し、これによって多様な生活史を持つ種の間でも比較検討が可能となった。これに関しては、他にも比較を容易にするための様々な方法が検討されている。

## グラフの型について
生存曲線を三つの型に分類することは先述のPearl & Minerに遡る。彼等はそれをI型（A型・晩死型とも）・II型（B型・平均型・一定型とも）・III型（C型・早死型とも）と名づけ、これは後生の研究者もそれを踏襲している。
三つの型は、以下のような特徴を持つものである。
- I型は当初はほぼ横ばいにグラフが伸び、最後の段階でがくんと落ち込む型で、具体的には初期の死亡率が低く、生理的寿命に近づくと多くが死亡することを示す。
- III型はI型とは逆に最初に急激に下降し、その後は横ばいに近い形で下がってゆくもの。これは初期死亡率が極めて大きく、その後は死亡率が下がることを示す。
- II型は両者の中間で、ほぼ直線的な右下がりのグラフとなる。これはその生活史全域にわたって死亡率に差がないことを示す。

他の特徴としてPearl & MinerはIII型において、初期死亡率の高さのために、平均寿命との偏差が特に大きいことを指摘した。
I型の生存曲線を持つものは、大きな子供をごく少数だけ産むもの、例えば大型ほ乳類などに見られる。III型は、これとは逆にごく小さな子供（卵）を極めて多数生むものに見られる型である。野生動物は多くの場合II型かIII型になる。オダム1953はIII型の典型としてカキを挙げ、自由遊泳の幼生時の死亡率が極めて大きく、定着後は比較的安定しているからと説明している。またII型の例にヒドラを挙げる。I型の極端な例としては、人工飼育下の純系ショウジョウバエにおいて、成虫に餌を与えなかった場合の例を挙げている。また、親による子の保護が手厚い場合には初期死亡率は低くなり、この点では生存曲線の三型は親による保護の差とも見ることが出来る。

### 実例
水産無脊椎動物や魚類は圧倒的にIII型である。例えばマイワシやアトランティック・マッケレルでは卵の99.9996%が産卵後70日以内に失われる。ハクセンシオマネキでは卵からゾエアなどの幼生プランクトン期を経て稚ガニとして定着するまでの死亡率が99.99%であり、稚ガニの死亡率もやや高いが、それ以降はぐっと低くなり、寿命は7年にもなる。
両生類では水生種は幼生死亡率が高いが、陸生に近い種ほど大卵少産の傾向があり、その方向でIII型からII型に近くなる。トカゲ類は多くがII型である。鳥類、ほ乳類はよりI型に近くなる。
昆虫では様々な形が見られ、不完全変態のものでは幼虫から成虫への生態的な変化が少なく、例えばバッタの多くは初期死亡率がやや大きいII型になる。同じ不完全変態でも、セミやトンボでは孵化から幼生期にそれぞれ地中、水中へと生活が大きく代わり、この時に死亡率が極めて高くなる。同様に完全変態の昆虫でも幼虫、さなぎなどの段階で生態が大きく変わり、その段階ごとに死亡率も大きく変わるため、階段風な死亡曲線が得られる。チョウ・ガ類では多産な種はIII型になるが、興味深い例外がある。アメリカシロヒトリは幼虫が集団で糸を吐いて食草を包むように巣を作り、その内部に潜むために1-3齢ではほとんど数が減らない。しかしこの種は4齢で単独行動を始めると天敵に狙われるようになり、この時期に98-99%が死亡する。類似例にオビカレハがある。甲虫ではキクイムシで親による子の保護がよく発達しており、I型の生存曲線が示されている。

## 別な側面
初期死亡率が高くなることは様々な種の野生個体群で普遍的に見られる現象でもある。これについては一定の資源をどのように消費するのが最適かという考え方の中である程度の理解が出来る。つまり、例えば環境がよくて資源が潤沢である場合や初期密度が十分低い場合、死亡率が一様に低いことが有利である。だが、資源に対して個体が多い場合、初期個体数が資源に対して多すぎる訳で、その場合、小さい親ばかり成長する場合には適応的ではない。また、途中で死亡個体が出る場合、その個体がそれまでに食べたものが無駄になる。従って初期に多くの個体が死亡することは資源の有効利用という観点からは有利となる。